# Elier Pozo
Elier Pozo, né le 28 janvier 1995 à Consolación del Sur, est un footballeur international cubain jouant au poste de gardien de but.

## Biographie

### En sélection
En juin 2019, il est retenu par le sélectionneur Raúl Mederos afin de participer à la Gold Cup organisée aux États-Unis, en Jamaïque et au Costa Rica.